# Kotliny (Tatry)

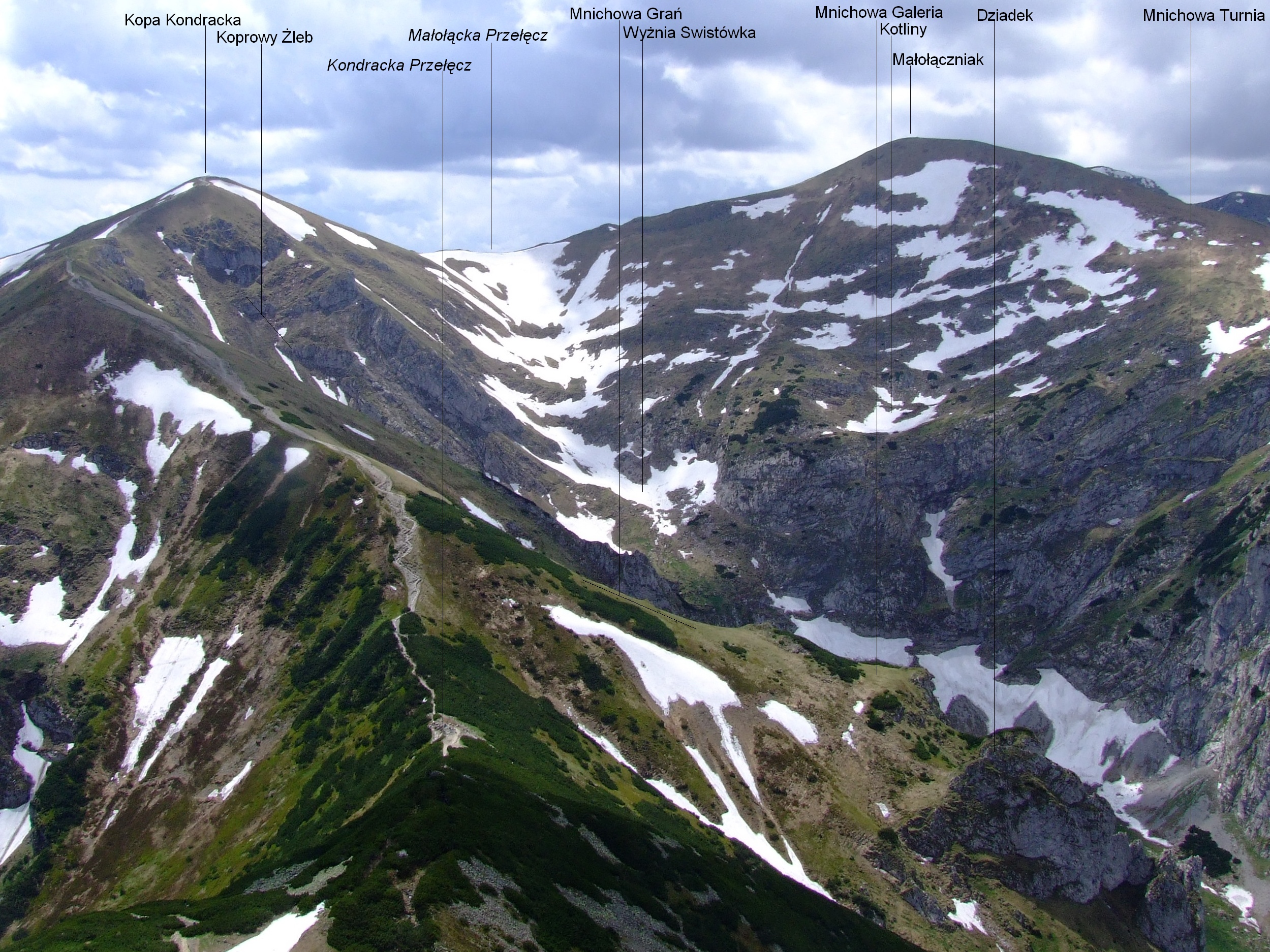
Widok z Giewontu

Kotliny – taras na zachodnich zboczach Wyżniej Świstówki w Dolinie Małej Łąki w polskich Tatrach Zachodnich. Położony jest na wysokości około 1750–1850 m, jest dość rozległy i pochylony w kierunku północno-wschodnim. Na południową stronę jego strome, w większości trawiaste, częściowo skaliste zbocze ciągnie się po szczyt Małołączniaka, z zachodniej strony łagodnie przechodzi w Czerwony Upłaz, od dna Wyżniej Świstówki oddziela go trawiaste wybrzuszenie (bula), przez grotołazów nazwane Kopą nad Śnieżną. Na północ, do Niżniej Świstówki i na tzw. Baranie Schody opada spod Kotlin skalista ściana o wysokości około 200 m. Jest w niej wiele trawiastych zachodów, a w zimie w powstaje na niej długi i na sporym odcinku pionowy lodospad.
Kotliny są silnie pofałdowane i pełno w nich niewielkich kociołków, trawiastych bul i niewysokich skalistych ścianek. Cały ten teren był dokładnie penetrowany przez grotołazów poszukujących jaskiń. Korzystając z zachodów lub dokonując zjazdów na linie, przeszukali oni również ścianę opadającą do Niżniej Świstówki. Odkryto wiele jaskiń i schronów, min. jaskinię Siwy Kocioł, Średni Lej, Górny Lej, Dolny Lej, Świstową Studnię, Króliczą Jamę, Dziurę Małołącką Małą, Jaskinię Omszałą, Studnię z Kosówką, Jaskinię Małołącką, Ukrytą Dziurę, Jaskinię z Dolomitami, Wilczy Schron, Jaskinię pod Śnieżną Studnią. To właśnie w górnej części Kotlin, na wysokości 1875 m znajduje się Jaskinia nad Kotlinami – jedna z jaskiń tworzących największą polską jaskinię – Jaskinię Wielką Śnieżną. Otwór drugiej co do wielkości jaskini Śnieżna Studnia znajduje się zaraz poniżej górnej krawędzi ściany opadającej do Niżniej Świstówki.
Kotliny są niedostępne dla turystów (obszar ochrony ścisłej Wantule, Wyżnia Mała Łąka).